# 羊ヶ滝
羊ヶ滝（ひつじがたき）は兵庫県宍粟市にある滝である。

## 概要
落差約70m、上段2条下段1条の雄大な2段瀑で、滝水の流れが漢字の「羊」を描いているように見えることから、その名が付けられたとされる。氷ノ山山腹を水源とする清流引原川の上流、兵庫県宍粟市波賀町戸倉の坂ノ谷国有林の中にあり、広域基幹林道「瀞川氷ノ山（とろかわひょうのせん）線」を経由してアクセスできる。

## 登山史
- 2017年8月 小峰直城と小阪健一郎が初登攀に成功した[2]。

## 周辺情報
- 霧ヶ滝
- 逆水の滝
- 三つ滝

## =関連項目
- 氷ノ山